# سیارک ۱۵۸۶۹
سیارک ۱۵۸۶۹ (به انگلیسی: 15869 Tullius، نامگذاری:1996PL) پانزده هزار و هشتصد و شصت و نهمین سیارک کشف شده‌است که در ۸ اوت ۱۹۹۶ کشف شد.